# Zuckerfabrik Landegg
Die Zuckerfabrik Landegg in Landegg (Gemeinde Pottendorf) war eine Zuckerfabrik in Niederösterreich, die von 1859 bis 1909 in Betrieb war.

## Geschichte
Die Zuckerfabrik wurde von dem aus Bayern stammenden Conrad Patzenhofer und seinem Geschäftspartnern Josef Baechlé und  Peter Daniel Rothermann im Jahr 1859 in Betrieb genommen. Die Teilhaber waren schon Besitzer mehrerer Zuckerfabriken so z. B. in Hirm und Siegendorf. Die Produktion wurde bereits im Jahr 1909 nach dem Bau der für die dreifache Produktionsmenge ausgelegten Zuckerfabrik Bruck wieder eingestellt. Dabei wurde die technische Einrichtung teilweise nach Bruck an der Leitha verlagert.
Als das Isonzogebiet nach dem Eintritt Italiens in den Ersten Weltkrieg evakuiert wurde, wurden die leer stehenden Fabrikhallen als Flüchtlingsunterkunft für die dortige Bevölkerung verwendet. Teilweise waren bis zu 7000 Personen untergebracht. Nach Kriegsende und Rückführung der Evakuierten wurde das Lager aufgelöst.